# Akron (Ohio)
Pour les articles homonymes, voir Akron.
Akron (en anglais [ˈækrən]) est une ville de l'État de l'Ohio aux États-Unis, et est le siège du comté de Summit. La ville est située entre Cleveland au nord et Canton au sud, à environ 100 km à l'ouest de la frontière avec la Pennsylvanie.
Avec une population totale de 190 469 habitants et une aire urbaine de 541 879 habitants selon le recensement de 2020, la ville est la 82e plus peuplée des États-Unis et la 5e de l'Ohio. Akron fait aussi partie de l'aire métropolitaine Cleveland-Akron-Elyria, qui compte 2,9 millions d'habitants et est la 14e agglomération du pays.

## Économie
Deux compagnies faisant partie des Fortune 500 ont établi leur siège social à Akron : la FirstEnergy et Goodyear Tire & Rubber. Une bonne partie des pneumatiques vendus en Amérique y est produite par des entreprises comme Firestone, Goodyear ou Goodrich, ce qui en fait un des centres mondiaux de l'industrie du caoutchouc.
De plus, Akron est le siège de plusieurs plus petites entreprises comme Gojo, les créateurs de Purell, Advanced Elastomer Systems, Huntington Bancshares, Goto Corporation et YRC Freight.

## Démographie
| Groupe                           | Akron | Ohio | États-Unis |
| -------------------------------- | ----- | ---- | ---------- |
| Euro-Américains                  | 62,2  | 82,7 | 72,4       |
| Afro-Américains                  | 31,5  | 12,2 | 12,6       |
| Métis                            | 3,2   | 2,1  | 2,9        |
| Asio-Américains                  | 2,1   | 1,7  | 4,8        |
| Autres                           | 0,8   | 1,2  | 6,4        |
| Amérindiens                      | 0,2   | 0,2  | 0,9        |
| Total                            | 100   | 100  | 100        |
|                                  |       |      |            |
| Hispaniques et Latino-Américains | 2,1   | 3,1  | 16,7       |

Selon l’American Community Survey pour la période 2010-2014, 93,56 % de la population âgée de plus de 5 ans déclare parler l'anglais à la maison, 1,67 % déclare parler l'espagnol, 0,60 % l'arabe et 4,17 % une autre langue.

## Transports
Akron possède un aéroport : l'aéroport régional d'Akron-Canton.

## Patrimoine
Le plus haut gratte-ciel de la ville est la FirstMerit Tower, de style art déco et dont la construction remonte à 1931.

## Culture et divertissement
Akron a un héritage divers et pittoresque d'anciens restaurants et de centres commerciaux. Quaker Square, situé au cœur du centre-ville, est un centre commercial construit sur l'ancienne usine de Quaker Oats, qui fonctionnait auparavant là. Les silos d'avoine ont été transformés en chambres d'hôtel permettant une expérience unique.
Highland Square, situé à l'ouest d'Akron et ancré par le Highland Theatre, est l'un des districts de divertissement de la ville les plus dynamiques.
Chaque été la ville accueille le All American Soap Box Derby. Des enfants venant de tout le pays conduisent avec leurs voitures de course faites maison.
Il existe la station de radio WARF
On trouve aussi plusieurs musées à Akron :
- Akron Art Museum
- National Inventors Hall of Fame
- Stan Hywet Hall and Gardens
- American Marble and Toy Museum
- Goodyear World of Rubber Museum

## À noter
Le mouvement des Alcooliques anonymes a été fondé à Akron.

## Personnalités liées à la ville
La ville d'Akron est fortement identifiée à deux légendes du basket-ball américain, LeBron James et Stephen Curry, qui y sont nés. Lebron a effectué la plus grande partie de sa carrière en NBA pour les Cavaliers de Cleveland, la métropole voisine. En 2018, James a notamment fondé à Akron une école destinée aux enfants issus de milieux défavorisés.
La poétesse Frances Dana Barker Gage  a organisé en mai 1851 un congrès féministe à Akron.
Les membres du groupe de rock The Black Keys, Dan Auerbach et Patrick Carney sont nés dans cette ville. 
Chrissie Hynde, membre des Pretenders, est née et a vécu à Akron. 

## Jumelage
- Chemnitz (Allemagne)

## Galerie photographique

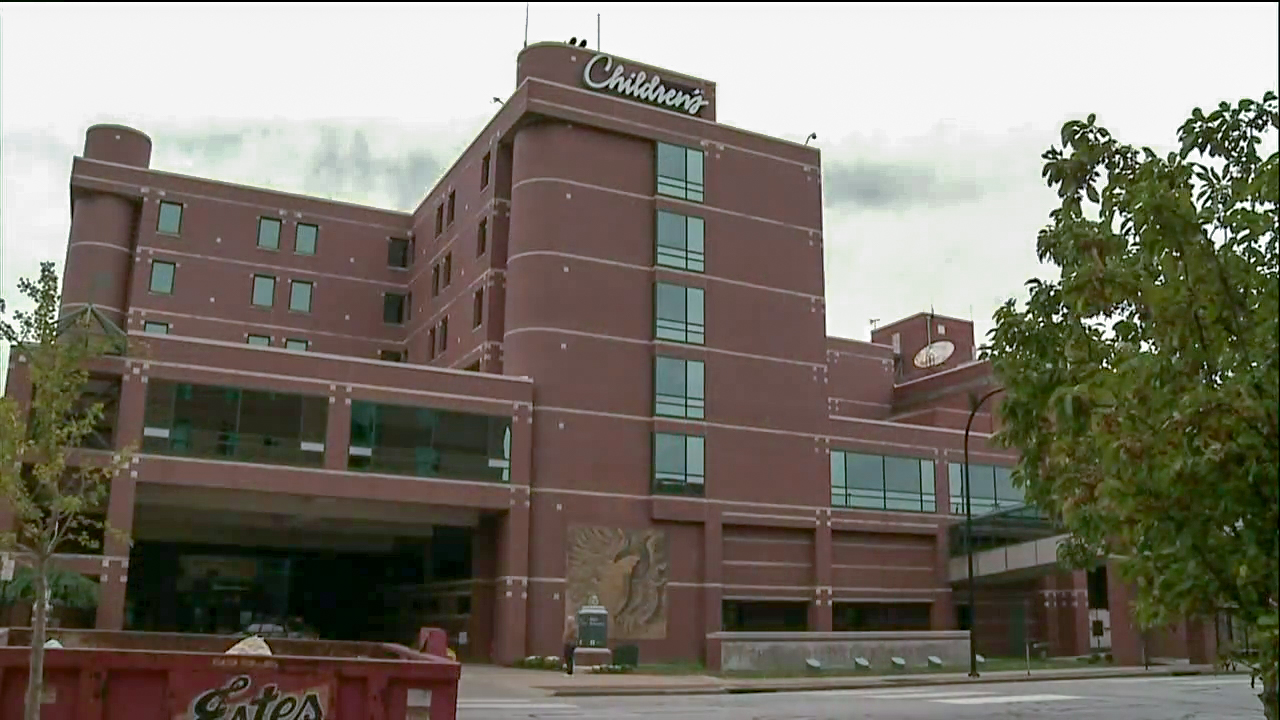
L’hôpital pédiatrique de la ville
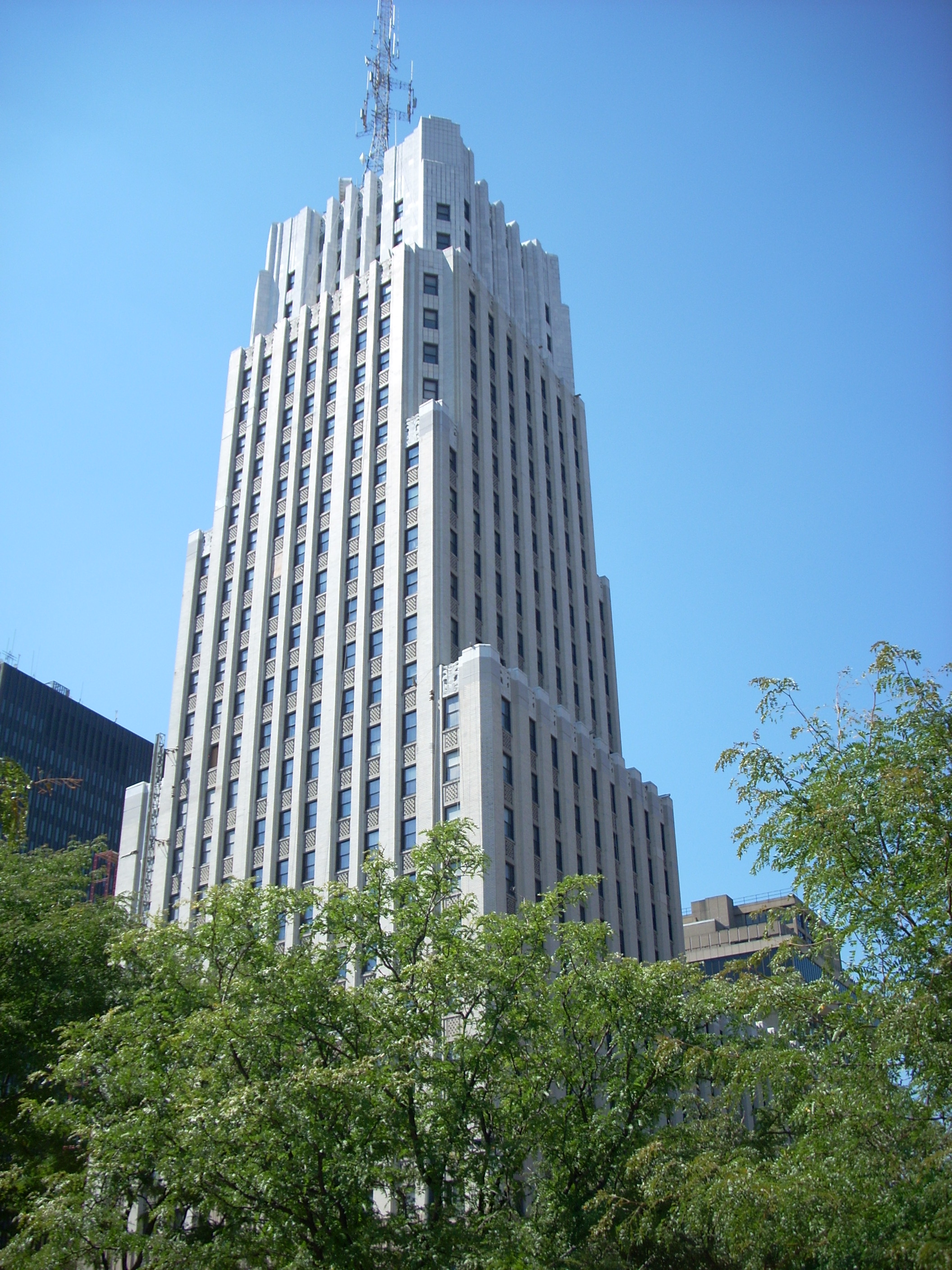
La First Merit Tower
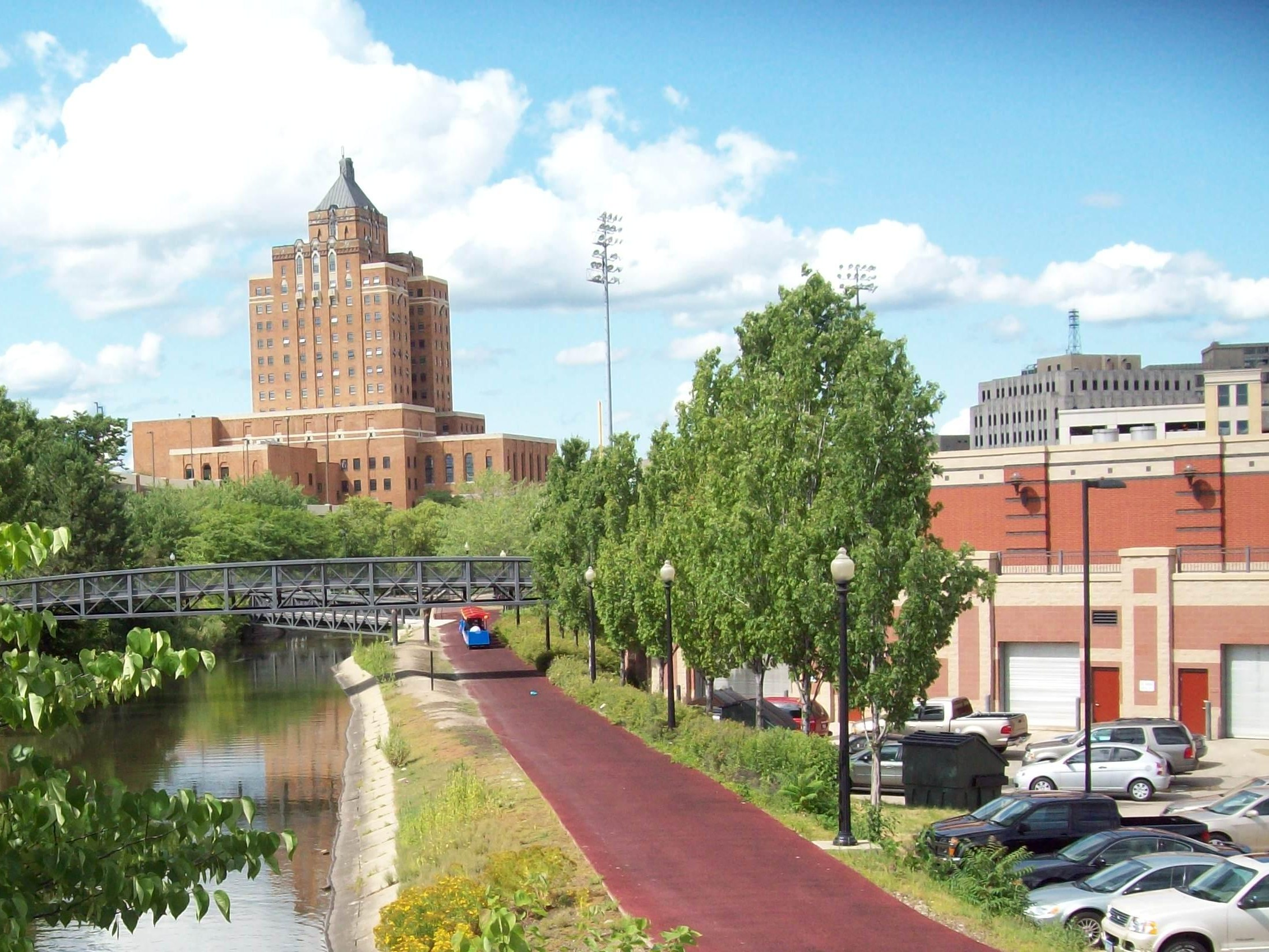
Akron en 2009
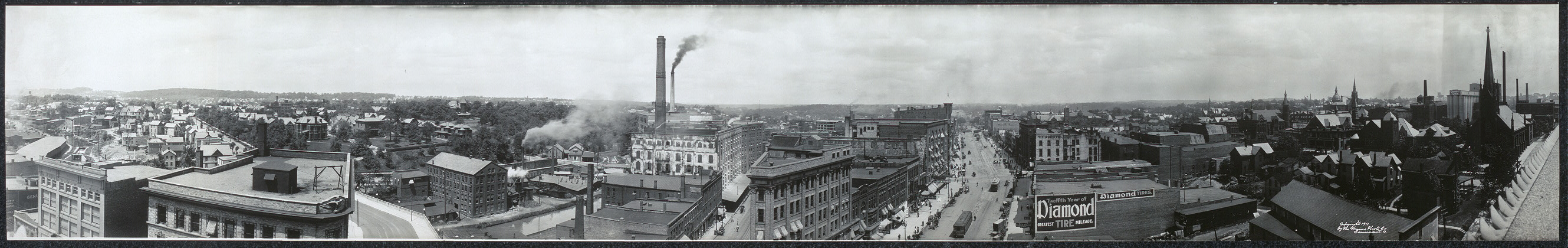
Le centre-ville d’Akron en 1911

## Dans la culture
Dans le roman de James Hilton Les Horizons perdus (1933), la lamaserie fictive de Shangri-La est équipée de baignoires fabriquées à Akron.